# Ångelstjärnen (Hammerdals socken, Jämtland)
Ångelstjärnen är en sjö i Strömsunds kommun i Jämtland och ingår i Indalsälvens huvudavrinningsområde. Sjön har en area på 0,0633 kvadratkilometer och ligger 305,5 meter över havet.

## Delavrinningsområde
Ångelstjärnen ingår i det delavrinningsområde (705310-147489) som SMHI kallar för Ovan Sjulkvarnbäcken. Medelhöjden är 310 meter över havet och ytan är 7,45 kvadratkilometer. Räknas de 8 avrinningsområdena uppströms in blir den ackumulerade arean 118,33 kvadratkilometer. Fyrån som avvattnar avrinningsområdet har biflödesordning 3, vilket innebär att vattnet flödar genom totalt 3 vattendrag innan det når havet efter 200 kilometer. Avrinningsområdet består mestadels av skog (80 procent) och sankmarker (13 procent). Avrinningsområdet har 0,06 kvadratkilometer vattenytor vilket ger det en sjöprocent på 0,8 procent. Bebyggelsen i området täcker en yta av 0,13 kvadratkilometer eller 2 procent av avrinningsområdet.